# Think Big

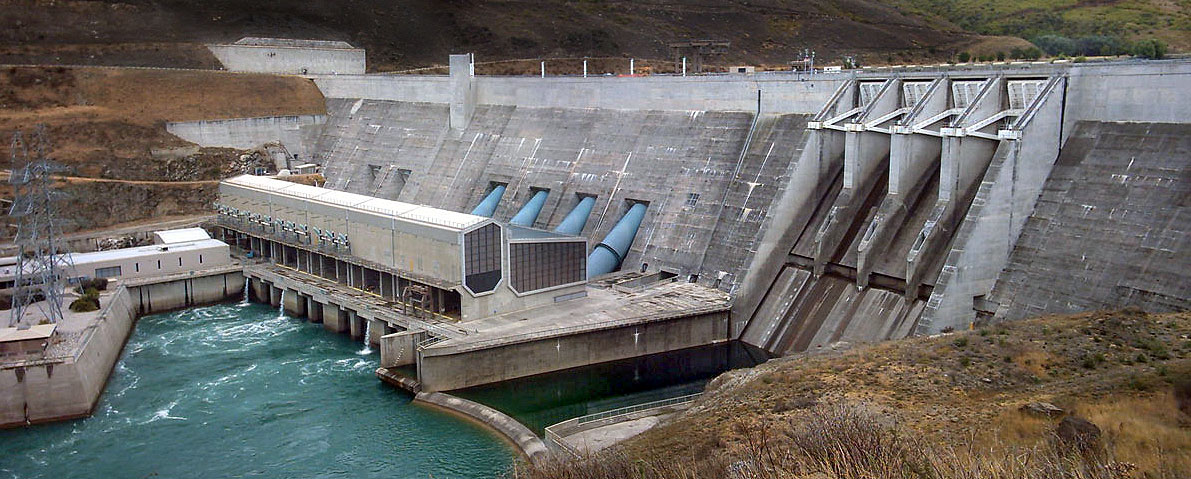
Le barrage de Clyde, l'un des projets du Think Big.

Le Think Big (littéralement le Voir grand) est un projet lancé par Robert Muldoon lorsqu'il était Premier ministre de Nouvelle-Zélande (1975-1984) et son gouvernement issu du Parti national de Nouvelle-Zélande au début des années 1980 dans le cadre d'une politique interventionniste.
Le gouvernement s'est fortement endetté à l'étranger pour pouvoir lancer des projets industriels à grande échelle. Les travaux relatifs à la pétrochimie et l'énergie apparaissaient comme indispensables et donc prioritaires. Les ressources abondantes de gaz naturel néozélandais devaient être utilisées dans ce sens pour accroître la production nationale d'ammoniac, d'urée, de méthanol et de pétrole notamment.
Le parlementaire Allan Highet inventa le nom Think Big lors d'un discours qu'il prononça à une conférence du Parti National en 1977.